# Polytrimethylentereftalát
Polytrimethylentereftalát (PTT) je polyester syntetizovaný a patentovaný v roce 1941. Vyrábí se transesterifikací. Na jeho výrobu jsou využity dva monomery: propan-1,3-diol a kyselina tereftalová nebo dimethyltereftalát. Je podobný polyethylentereftalátu.
Využívání PTT se zvýšilo díky levnějším a účinnějším způsobům výroby propan-1,3-diolu v 80. létech 20. století, když začal být vyráběn firmami Degussa (výroba z akroleinu) a Shell (výroba hydroformylací ethylenoxidu). DuPont jej získává kvašením.

## Výroba
Podobně jako polyethylentereftalát (PET) se tento plast vyrábí esterifikací (zde propan-1,3-diolu kyselinou tereftalovou), další možností je transesterifikace dimethyltereftalátu:

C6H4(COOH)2 + HO(CH2)3OH → [O2CC6H4CO2(CH2)3)]n + 2 H2O
C6H4(COOCH3)2 + HO(CH2)3OH → [O2CC6H4CO2(CH2)3)]n + 2 CH3OH

## Použití
Polytrimethylentereftalát se používá na výrobu koberců.